# Daniel Pipes

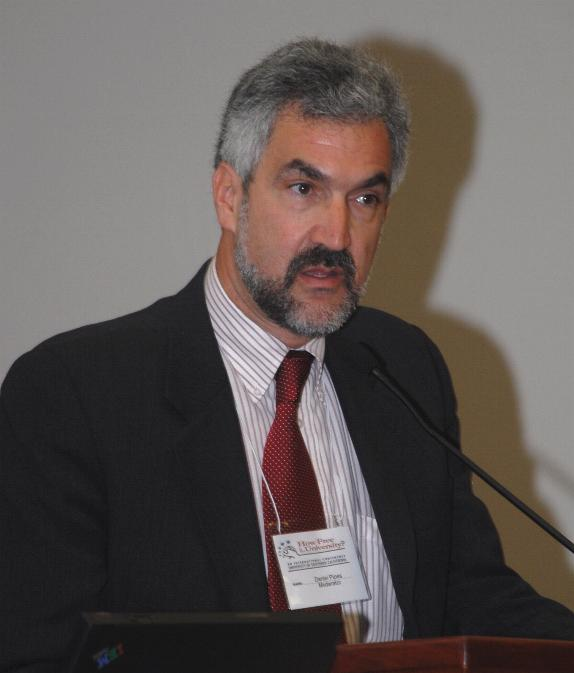
Daniel Pipes (2008)

Daniel Pipes (* 9. September 1949 in Boston, Massachusetts) ist ein US-amerikanischer Historiker und politischer Publizist. Er ist der Gründer und Direktor des Middle East Forums und von Campus Watch. In den 1980ern war er unter anderem an der University of Chicago tätig. Pipes vertritt republikanische und proisraelische Thesen und steht wegen seiner islamfeindlichen Äußerungen sowie seiner Unterstützung europäischer Rechtspopulisten in der Kritik.

## Leben und beruflicher Werdegang
Pipes ist der Sohn des Harvard-Historikers Richard Pipes und Irene Eugenia Roth. Pipes' jüdischstämmiger Vater emigrierte 1939 mit seiner Familie aus dem von deutschen Truppen besetzten Polen in die USA. Daniel Pipes wurde 1949 in Boston geboren und wuchs größtenteils in Cambridge, Massachusetts auf.
Pipes schloss 1971 in Harvard mit einem Bachelor (A.B.) in Geschichte ab und promovierte dort 1978 in Geschichte und Nahoststudien mit einer Arbeit über das System der Militärsklaven (Mamluken) in der islamischen Geschichte. Insgesamt studierte er sechs Jahre im Ausland, unter anderem in Ägypten. Danach lehrte er an der University of Chicago (1978–1982), der Harvard University (1983–1984) und dem Naval War College (1984–1986). Pipes arbeitete 1982–83 im Policy Planning Staff des Außenministeriums der Vereinigten Staaten.
Von 1986 bis 1993 war Pipes Direktor des konservativen Think Tanks Foreign Policy Research Institute (FPRI) in Philadelphia. Pipes war 1990 der Gründer des Middle East Forums und 2002 von Campus Watch. Er ist seither als Direktor für diese Organisationen tätig, die sich nach eigenen Angaben für US-amerikanische Interessen im Nahen Osten und gegen Antiamerikanismus wenden.
Er ist regelmäßiger Kolumnist der New York Sun und von The Jerusalem Post. Er hat unter anderem in der Washington Post, der New York Times und im Wall Street Journal publiziert. Sein Blog ist einer der meistgelesenen zu den Themen Islam und Naher Osten. Er tritt häufig als Nahost-Experte im US-amerikanischen Fernsehen auf und wird von Universitäten und Denkfabriken eingeladen.
Nach den Anschlägen vom 11. September 2001 wurde Pipes in die Special Task Force on Terrorism Technology der Defense Advanced Research Projects Agency (DARPA), einer Abteilung des US-Verteidigungsministeriums, berufen. 2003 bestellte US-Präsident George W. Bush Pipes gegen den Widerstand der Demokraten im Senat zum Vorstandsmitglied des United States Institute of Peace. 2005 schied er aus dessen Vorstand aus. Im Frühjahr 2007 war er Gastprofessor an der School of Public Policy der Pepperdine University in Kalifornien.
Im Vorfeld der Präsidentschaftswahl 2008 war er als Berater für die Kampagne des Republikaners Rudy Giuliani tätig, der jedoch von der eigenen Partei nicht nominiert wurde.
Pipes ist Berater des rechten dänischen Blogs Free Press Society. Pipes' Middle East Forum überwies dem niederländischen Rechtspopulisten Geert Wilders, der in den Niederlanden 2010 und 2011 wegen Volksverhetzung vor Gericht stand, einen sechsstelligen Betrag für Anwalts- und Gerichtskosten. 2010 reiste Pipes nach Deutschland und nahm in Berlin an der Gründung der rechtspopulistischen, anti-islamischen Partei Die Freiheit teil. Pipes förderte mit finanziellen Mitteln über das Middle East Forum zudem die von Thomas Böhm gegründete politisch rechtsorientierte Website Journalistenwatch.
2016 trat er aus der Republikanischen Partei aus, weil sie Donald Trump als Präsidentschaftskandidaten nominiert hatte.
Im Jänner 2019 kritisierte er die jüdische Gemeinde in Österreich, da diese die Zusammenarbeit der FPÖ mit der israelischen Regierung torpediert habe. Im März 2019 traf er sich mit Politikern der AfD und rechten alternativen Medien (etwa Journalistenwatch), um vor einer angeblichen Islamisierung Europas zu warnen.

## Positionen
Pipes kann aus Sicht der US-Bürgerrechtsorganisation Southern Poverty Law Center als „longtime anti-Muslim activist and thought leader“ (langjähriger anti-islamischer Aktivist und Vordenker) gelten.
Er tritt als scharfer Kritiker islamischer Organisationen in den USA, v. a. des Council on American-Islamic Relations auf, denen er politische Nähe zum Islamismus und z. T. zum Terrorismus vorwirft. Pipes behauptet außerdem, dass die Mehrheit der Dozenten an den Nahost-Zentren in den USA antiamerikanisch und antiisraelisch eingestellt seien.
Bezüglich des Nahostkonfliktes nimmt er stark pro-israelische Positionen ein und spricht sich gegen politische Zugeständnisse Israels aus. Er fordert die totale Niederlage der Palästinenser, da seiner Aussage nach die Palästinenser ansonsten den israelischen Staat nicht anerkennen werden und zerstören wollen. Die US-amerikanische Allianz mit „moderaten“ Regimen in der islamischen Welt betrachtet er kritisch.

## Publikationen (Auswahl)
- Israel Victory: How Zionists Win Acceptance and Palestinians Get Liberated (2024), Wicked Son, ISBN 979-8888456316
- Islamism vs. the West: 35 Years of Geopolitical Struggle: Essays, Reflections, and Warnings (2023), Wicked Son, ISBN 979-8888454121
- Miniatures: Views of Islamic and Middle Eastern Politics (2003), Transaction Publishers, ISBN 0-7658-0215-5
- Militant Islam Reaches America (2002), W.W. Norton & Company; paperback (2003) ISBN 0-393-32531-8
- In the Path of God: Islam and Political Power (2002), Transaction Publishers, ISBN 0-7658-0981-8
- Muslim immigrants in the United States (Backgrounder) (2002), Center for Immigration Studies
- mit Abdelnour, Z. (2000): Ending Syria’s Occupation of Lebanon: The U.S. Role, Middle East Forum, ISBN 0-9701484-0-2
- The Long Shadow: Culture and Politics in the Middle East (1999), Transaction Publishers, ISBN 0-88738-220-7
- The Hidden Hand: Middle East Fears of Conspiracy (1997), Palgrave Macmillan; paperback (1998) ISBN 0-312-17688-0
- Conspiracy: How the Paranoid Style Flourishes and Where It Comes From (1997), Touchstone; paperback (1999) ISBN 0-684-87111-4
  - Verschwörung: Faszination und Macht des Geheimen, München 1998, ISBN 3-932425-08-1
- Syria Beyond the Peace Process (Policy Papers, No. 41) (1995), Washington Institute for Near East Policy, ISBN 0-944029-64-7
- Sandstorm (1993), Rowman & Littlefield, paperback (1993) ISBN 0-8191-8894-8
- The Rushdie Affair: The Novel, the Ayatollah, and the West (1990), Transaction Publishers, paperback (2003) ISBN 0-7658-0996-6
- Greater Syria: The History of an Ambition (1990), Oxford University Press, ISBN 0-19-506021-0
- Slave Soldiers and Islam: The Genesis of a Military System (1981), Yale University Press, ISBN 0-300-02447-9

## Auszeichnungen
Im Jahre 2006 erhielt Pipes den „Guardian of Zion Award“ der Bar-Ilan-Universität.